# 洪福齊天 (電影)
是一部在1991年上演的香港電影，由高志森執導。

## 劇情簡介
肥仔洪（洪金寶飾）和小海（孟海飾）為酒店職員，他們也喜歡在工作時賭博，望在賭場大顯身手。某天，肥仔洪返家與父親（洪金寶分飾）爭執，並把肥仔洪的爺爺洪九（洪金寶分飾）的鬼魂引了出來，當肥仔洪得悉洪九當年被拍檔殺死的經過後，便與其爺爺一起展開報仇行動……

## 角色
- 洪金寶 飾 肥仔洪／洪父／洪九（一人分飾三角）（粵語配音：林保全／陳欣／賈鳳梧）
- 利智 飾 莉
- 孟海 飾 小海（粵語配音：張炳強）
- 黃霑 飾 龍哥
- 葉榮祖 飾 邱無良（洪九的拍檔）
- 伍小平 飾 邱大成 （粵語配音：陳永信）
- 午馬 飾 午馬 （客串演道士的演員）（粵語配音：盧雄）
- 元奎 飾 賭客（客串）（粵語配音：馮志輝）
- 秦沛 飾 賭客（客串）（粵語配音：賈鳳悟）
- 林正英 飾 法師（客串）（粵語配音：馮志輝）
- 夏春秋 飾 六合彩播報員（客串）
- 周比利 飾 打手
- 吳耀漢 飾 交警（客串）
- 程守一 飾 交警（客串）
- 魯芬 飾 抓姦書記太太同事（客串）（粵語配音：黃鳳英）

## 外部連結
- 開眼電影網上《鬼賭鬼》的資料（繁體中文）
- 豆瓣电影上《鬼賭鬼》的資料 （简体中文）
- 时光网上《鬼賭鬼》的資料（简体中文）
- AllMovie上《洪福齊天》的资料（英文）
- 爛番茄上《洪福齊天》的資料（英文）
- 香港影庫上《洪福齊天》的資料（繁體中文）
- 互联网电影数据库（IMDb）上《洪福齊天》的资料（英文）